# Amphineurus subfatuus
Amphineurus subfatuus là một loài ruồi trong họ Limoniidae. Chúng phân bố ở miền Australasia.